# Бобров, Борис Дмитриевич
Бори́с Дми́триевич Бобро́в (31 октября (13 ноября) 1893 — 7 октября 1941) — советский военачальник, командир 139-й стрелковой дивизии, генерал-майор (1940). Преподаватель Военной академии им. М. В. Фрунзе. Погиб в бою 7 октября 1941 года в ходе Вяземской операции.

## Биография
Родился 13 ноября 1893 года в г. Сапожок, ныне посёлок городского типа в Рязанской области. Из дворян. Сын потомственного почётного гражданина, занимавшего должность губернского секретаря. С 1908 года учился в Рязанской духовной семинарии.
В Русской императорской армии с сентября 1912 года. В 1914 году окончил Казанское военное училище и назначен младшим офицером роты в 11-й Сибирский стрелковый полк. В составе полка с января 1915 года участвовал в Первой мировой войне, воевал на Северо-Западном, Западном и Северном фронтах. С декабря 1915 года был старшим офицером 8-й автомобильной роты, однако в июле 1916 года по личному рапорту возвращён с тыловой должности в свой полк, назначен начальником учебной команды полка, с декабря командовал батальоном. С апреля 1917 — вновь начальник учебной команды полка, а с мая 1917 — полковой адъютант.
В сентябре 1917 года направлен на учёбу на курсы при Николаевской академии Генерального штаба. Однако 6 октября назначен курсовым командиром Одесского военного училища. За время службы в Одессе попал под влияние большевиков и перешел на их сторону. Когда 13 (26) января 1918 года в Одессе началось восстание Румчерода, будучи дежурным по училищу, снял внутренний караул и передал отрядам восставших весь арсенал училища. После победы восстания перешёл на службу Одесской Советской Республике и назначен инструктором по формированию отрядов Красной Гвардии в Одессе. В феврале назначен начальником Тираспольского укрепрайона, участвовал в боевых действиях против румынских войск. Когда в марте 1918 года Одесса была оккупирована австро-германскими интервентами, сумел скрыться, перешёл на нелегальное положение, учился под чужой фамилией в Одесском сельскохозяйственном институте, работал сторожем. В мае 1918 года перебрался через линию фронта на территорию, занятую красными войсками.
В Красной Армии с мая 1918 года, участник Гражданской войны. Командовал взводом и ротой Курского революционного полка. В бою 26 июня 1918 года был ранен под Хутор-Михайловским, после лечения признан негодным к военной службе. Вернулся в родной город Сапожок, служил в Сапожковском уездном военкомате помощником начальника отделения Всеобуча, с марта 1919 — старшим инструктором по спорту и физическому развитию, с октября 1919 — в особой комиссии по формированию партизанских отрядов, с ноября 1919 — уездным инспектором Всеобуча. С декабря 1919 года служил уездным инспектором военкомата Лебединского уезда, с января 1920 — военруком Славянского уездного военкомата, с апреля 1920 — помощником Изюмского военного комиссара, с июня — исполняющим обязанности военного комиссара. С июля 1920 — военком Славянского уезда и начальник обороны Славянского, Изюмского и Бахмутского уездов. На этих постах активно участвовал в боевых действиях против отрядов Н. Махно и многих других «атаманов». Член РКП(б) с 1919 года.
С ноября 1920 года — начальник 1-го территориального округа ЧОН в Краснодаре, с марта 1921 — начальник коммунистических частей Кубано-Черноморской области и командир Краснодарского коммунистического полка. С августа 1921 по сентябрь 1924 — начальник Кубано-Черноморского территориального округа ЧОН и по совместительству командующий ЧОН Кубано-Черноморской области. Весь 1921-й год провёл в непрерывных боях против антисоветских повстанческих и просто бандитских отрядов, которых на Кубани тогда было огромное количество. В сентябре 1924 года направлен в академию на учёбу.
В июле 1927 года окончил Военную академию РККА имени М. В. Фрунзе. С июля 1927 года — начальник штаба 8-го стрелкового полка 3-й Крымской стрелковой дивизии Украинского ВО. С июля 1928 года — командир 12-го Туркестанского стрелкового полка 4-й Туркестанской стрелковой дивизии. С ноября 1930 года свыше 10 лет служил в Военной академии РККА имени М. В. Фрунзе: адъюнкт, с февраля 1934 — старший руководитель кафедры методики боевой подготовки, с июня 1935 — старший руководитель кафедры истории гражданской войны, с января 1937 — преподаватель истории гражданской войны кафедры военной истории, с апреля 1938 — доцент кафедры общей тактики и старший преподаватель, с января 1940 — заместитель начальника этой кафедры, с января 1941 — начальник 3-го курса 1-го факультета академии.
В номерах журнала «Военная мысль» 1940 года выходят статьи «Бой стрелковой дивизии в окружении» (№ 4 1940) и «Тактические учения войск» (№ 5 1940).
Участник Великой Отечественной войны. 18 июля 1941 года назначен командиром формирующейся 9-й Московской стрелковой дивизии народного ополчения. Дивизия была сформирована из рабочих Кировского района Москвы, занималась в ближнем тылу доформированием, обучением личного состава, боевым слаживанием и строительством оборонительных рубежей. 26 сентября 1941 года дивизия была преобразована в 139-ю стрелковую дивизию, а 30 сентября заняла участок фронта юго-западнее города Ельня.
В начале Вяземской оборонительной операции, 2 октября, дивизия вступила в бой и попала под удар превосходящих сил противника и понесла значительные потери в районе деревень Леонтьевка и Городок. С трудом генералу Боброву удалось собрать разрозненные части и вывести к деревне Волочек, где установил связь со штабом армии и получил приказ занять оборону. Это означало сражение в полном окружении, когда ещё можно было отступить. Бобров подчинился приказу, тем самым стянув немецкие силы на себя, что позволило организовать оборону на других участках. Бойцы сразу же столкнулись с численно превосходящим врагом, усиленным танками.  
Погиб в ночном бою с 6 на 7 октября 1941 года в деревне Волочёк Ельнинского района Смоленской области во время следования его с КП дивизии на КП 24 армии. Попал под обстрел группы немецких автоматчиков.
Долгое время числился пропавшим без вести.
Был похоронен в деревне Волочёк. Перезахоронен в братской могиле советских воинов в селе Алексино Дорогобужского района Смоленской области.

## Воинские звания
- Подпоручик (12.07.1914)
- Поручик (19.03.1916)
- Штабс-капитан (1.01.1917)
- Полковник (5.12.1935)
- Комбриг (17.05.1939)[2]
- Генерал-майор (4.06.1940)[9]

## Награды
Награды Российской империи
- орден Святого Владимира 4-й степени с мечами и бантом
- орден Святой Анны 2-й степени с мечами
- орден Святого Станислава 2-й степени с мечами
- орден Святой Анны 3-й степени с мечами и бантом
- орден Святого Станислава 3-й степени с мечами и бантом
- орден Святой Анны 4-й степени с надписью «За храбрость»

Награды СССР
- Орден Отечественной войны 1-й степени (8.09.1965, посмертно)
- Орден Красной Звезды (5.02.1939)
- медаль «XX лет Рабоче-Крестьянской Красной Армии» (22.02.1938)[2]

## Источник
- Великая Отечественная. Комдивы [Текст] : военный биографический словарь : в 5 т. / Д. А. Цапаев (рук.) и др. ; под общ. ред. В. П. Горемыкина. — М. : Кучково поле, 2011. — Т. 1. — С. 673—675. — 736 с. — 200 экз. — ISBN 978-5-9950-0189-8.
- Соловьев Д. Ю. Все генералы Сталина. Том 3. — М., 2019. — ISBN 9785532106444. — С.4—5.